# Liste der Monuments historiques in Justine-Herbigny
Die Liste der Monuments historiques in Justine-Herbigny führt die Monuments historiques in der französischen Gemeinde Justine-Herbigny auf.

## Liste der Objekte
| Bezeichnung                           | Beschreibung                                                                                            | Standort                                 | Kennzeichnung | Schutzstatus | Datum | Bild |
| ------------------------------------- | --- | ---------------------------------------- | ------------- | ------------ | ----- | ---- |
| Skulptur Madonna mit Kind             | Stein, 16. Jahrhundert                                                                                  | Justine, in der Kirche Notre-Dame (Lage) | PM08000281    | Classé       | 1971  |      |
| Skulpturengruppe Unterweisung Mariens | Stein, farbig gefasst, 17. oder 18. Jahrhundert                                                         | Herbigny, in der Kirche St-Martin (Lage) | PM08000269    | Classé       | 1971  |      |
| Reliquienschrein                      | Holz, bemalt und vergoldet, Glas, 19. Jahrhundert                                                       | Justine, in der Kirche Notre-Dame (Lage) | PM08000903    | Inscrit      | 1975  |      |
| Hauptaltar                            | Altartisch, Retabel, zwei Skulpturen und Wandvertäfelung; Holz, farbig gefasst, 18. und 19. Jahrhundert | Herbigny, in der Kirche St-Martin (Lage) | PM08000270    | Classé       | 1971  |      |